# Prophecy (álbum de Soulfly)
Prophecy es el cuarto álbum de estudio de la banda estadounidense de groove metal, Soulfly. Salió a la venta en 2004 a través de Roadrunner Records, al igual que los anteriores discos del grupo.
El disco salió a la venta en dos ediciones, la estándar de 12 canciones, y una edición especial en formato digipak que contenía 6 canciones en directo, incluyendo dos versiones de Sepultura.

## Listado de canciones
Todas las letras escritas por Max Cavalera (excepto indicado), toda la música compuesta por Max Cavalera (excepto indicado). 
| Prophecy |                                    |                               |                        |          |  |
| N.º      | Título                             | Letras                        | Música                 | Duración |  |
| 1.       | «Prophecy»                         |                               |                        | 3:36     |  |
| 2.       | «Living Sacrifice»                 |                               |                        | 5:04     |  |
| 3.       | «Execution Style»                  |                               |                        | 2:19     |  |
| 4.       | «Defeat U» (feat. Danny Marianino) | Max Cavalera, Danny Marianino |                        | 2:10     |  |
| 5.       | «Mars»                             |                               |                        | 5:26     |  |
| 6.       | «I Believe»                        |                               |                        | 5:53     |  |
| 7.       | «Moses» (feat. Eyesburn)           | Max Cavalera, Nemanja Kojić   | Max Cavalera, Eyesburn | 7:39     |  |
| 8.       | «Born Again Anarchist»             |                               |                        | 3:43     |  |
| 9.       | «Porrada»                          |                               |                        | 4:08     |  |
| 10.      | «In the Meantime» (Helmet cover)   | Page Hamilton                 | Page Hamilton          | 4:45     |  |
| 11.      | «Soulfly IV»                       |                               |                        | 6:05     |  |
| 12.      | «Wings» (feat. Asha Rabouin)       |                               |                        | 6:05     |  |

| Limited Edition Digipack (Live at Hultsfred Festival 2001, Sweden) |                                        |                            |                                                        |          |  |
| N.º                                                                | Título                                 | Letras                     | Música                                                 | Duración |  |
| 13.                                                                | «Back to the Primitive»                |                            |                                                        | 4:09     |  |
| 14.                                                                | «No Hope = No Fear»                    |                            |                                                        | 4:22     |  |
| 15.                                                                | «Spit» (Sepultura cover)               |                            | Max Cavalera, Andreas Kisser, Paulo Jr., Igor Cavalera | 2:32     |  |
| 16.                                                                | «Jumpdafuckup/Bring It»                | Max Cavalera, Corey Taylor |                                                        | 4:26     |  |
| 17.                                                                | «The Song Remains Insane»              |                            |                                                        | 2:19     |  |
| 18.                                                                | «Roots Bloody Roots» (Sepultura cover) |                            | Max Cavalera, Andreas Kisser, Paulo Jr., Igor Cavalera | 3:58     |  |

## Personal
Soulfly
- Max Cavalera – Voz, Guitarra eléctrica, Sitar, Berimbau
- Marc Rizzo – Guitarra eléctrica, Guitarra española
- Bobby Burns – Bajo eléctrico
- David Ellefson – Bajo eléctrico en "Prophecy", "Defeat U", "Mars", "I Believe" (outro), "In The Meantime"
- Joe Nuñez – Baterías y percusión

Músicos invitados
- Meia Noite - Percusión
- Ljubomir Dimitrijević - kaval, gemshorn, zurla, gajde, gaita, flauta en "Execution Style", "Born Again Anarchist", "Soulfly IV"
- Danny Marianino - voces adicionales en "Defeat U"
- Mark Pringle - coros en "Defeat U"
- Asha Rabouin - voz principal en "Wings", coros en "I Believe"
- John Gray - Teclado, Sampler

Personal adicional
- Max Cavalera – productor
- John Gray - editor, ingeniero de grabación
- Terry Date – ingeniero de mezclas
- Sam Hofstedt - ingeniero adicional
- Ted Jensen – masterización
- Monte Conner – A&R
- Gloria Cavalera – productor ejecutivo

- Datos: Q2113046